# Свјетско друмско првенство UCI 2017 — Друмска трка за мушкарце
Друмска трка за мушкарце на Свјетском друмском првенству 2017. одржано је 24. септембра, у Бергену, Норвешка. То је било 84 издање друмске трке за мушкарце у оквиру Свјетског друмског првенства.
Стаза је након уласка у Берген била кружна (19,1 km), уз успон дужине 1,5 km на седмом километру стазе. Због успона, многе државе су одлучиле да изоставе своје спринтере, очекујући борбу мале групе на циљу.
Петер Саган је у спринту побиједио Кристофа и Метјуза и освојио трећу узастопну титулу свјетског шампиона. Саган је тако постао први возач који ке Свјетско првенство освојио три године заредом, а са три побједе укупно, изједначио се са Алфредом Биндом, Риком ван Стенбергеном, Едијем Мерксом и Оскаром Фреиреом који су Свјетско првенство у друмској вожњи освојили три пута.

## Квалификације
Квалификације за друмску вожњу за мушкарце на Свјетском првенству 2017 биле су подијељене у три нивоа:
- 1. Квалификације кроз UCI ворлд ранкинг држава, закључно са 15. августом 2017:[3]
  - а. Државе које заузимају позиције од 1 до 10 могу да поведу 9 возача на Свјетско првенство;[3]
  - б. Државе које заузимају позиције од 11 до 20 могу да поведу 6 возача на Свјетско првенство;[3]
  - в. Државе које заузимају позиције од 21 до 30 могу да поведу 3 возача на Свјетско првенство;[3]
  - г. Државе које заузимају позиције од 31 до 50 могу да поведу 1 возача на Свјетско првенство.[3]
- 2. Квалификације кроз UCI ворлд ранкинг возача, закључно са 15. августом 2017:[3]
  - Бициклисти који се у UCI ворлд ранкингу налазе на позицијама од 1 до 200 и нису се квалификовали кроз UCI ворлд ранкинг држава, имају право на одлазак на Свјетско првенство; свака држава може да поведе једног возача из првих 200.[3]
- 3. Актуелни шампиони:
  - Актуелни свјетски, олимпијски и континентални шампиони који се нису квалификовали кроз прва два нивоа, могу да учествују на Свјетском првенству и не могу се замијенити са другим возачем.[3]

### UCI ворлд ренкинг
| Критеријум                                                  | Ранг  | Број возача         | Број возача | Државе |
| Критеријум                                                  | Ранг  | Максимално учесника | Стартује    | Државе |
| ----------------------------------------------------------- | ----- | ------------------- | ----------- | --- |
| UCI ворлд ранкинг по државама                               | 1–10  | 14                  | 9           | Белгија Колумбија Шпанија Француска Италија Аустралија Холандија Велика Британија Немачка Норвешка                                                                 |
| UCI ворлд ранкинг по државама                               | 11–20 | 9                   | 6           | Пољска Словачка Ирска Словенија Данска Сједињене Државе Швајцарска Чешка Португалија Русија                                                                        |
| UCI ворлд ранкинг по државама                               | 21–30 | 6                   | 3           | Луксембург Аустрија Јужна Африка Нови Зеланд Канада Белорусија Украјина Казахстан Еритреја Естонија                                                                |
| UCI ворлд ранкинг по државама                               | 31–50 | 2                   | 1           | Летонија Иран Мароко Румунија Литванија Венецуела Аргентина Турска Костарика Јапан Еквадор Хрватска Руанда Бразил Шведска Јужна Кореја Алжир Тунис Кина Азербејџан |
| UCI ворлд ранкинг за возаче (ако се већ нису квалификовали) | 1–200 | 2                   | 1           | Н/Д |

### Додатна мјеста
| Првенство                   | Возач                   | Напомена         |
| --------------------------- | ----------------------- | ---------------- |
| Актуелни свјетски шампион   | Петер Саган (SVK)       | Учествовали су   |
| Афрички шампион             | Вили Смит (RSA)         | Учествовали су   |
| Европски шампион            | Алекандер Кристоф (NOR) | Учествовали су   |
| Шампион Пан-Америке         | Нелсон Сото (COL)       | Учествовали су   |
| Актуелни олимпијски шампион | Грег ван Авермат (BEL)  | Учествовали су   |
| Шампион Океаније            | Лукас Хамилтон (AUS)    | Нису учествовали |
| Шампион Азије               | Парк Санг Хонг (KOR)    | Нису учествовали |

 Украјина,  Иран,  Венецуела,  Турска,  Еквадор,  Хрватска,  Бразил,  Јужна Кореја,  Алжир,  Тунис и  Кина изабрали су да не искористе сва своја мјеста.  Летонија,  Аргентина,  Шведска,  Грчка,  Хонгконг,  Финска и  Албанија су добили додатно мјесто.

## Државе учеснице
196 бициклиста из 44 државе учествовало је у друмској трци.
Државе учеснице:
- Албанија (1)
- Аргентина (2)
- Аустралија (9)
- Аустрија (3)
- Азербејџан (1)
- Белгија (9)
- Белорусија (3)
- Грчка (1)
- Данска (6)
- Еритреја (3)
- Естонија (3)
- Италија (9)
- Ирска (6 5)
- Јапан (1)
- Јужна Африка (3)
- Канада (3)
- Казахстан (3)
- Колумбија (9)
- Костарика (1)
- Летонија (2)
- Литванија (1)
- Луксембург (3)
- Мароко (1)
- Немачка (9)
- Нови Зеланд (3)
- Норвешка (9)
- Пољска (6)
- Португалија (6)
- Руанда (1)
- Румунија (1)
- Русија (6)
- Сједињене Државе (6)
- Словачка (6)
- Словенија (6)
- Уједињено Краљевство (9)
- Украјина (2)
- Финска (1)
- Француска (9)
- Холандија (9)
- Хонгконг (1)
- Чешка (6)
- Швајцарска (6)
- Шведска (2)
- Шпанија (9)

## Рута
Трка је стартовала у Ронгу гдје је вожено 35 km прије завршне кружне стазе у Бергену. Након 17,9 km, возачи прелазе линију циља први пут, након чега возе 11 кругова дужине 19,1 km. Главна карактеристика кружне руте је успон Салмон Хил, који се налази након 7 km круга; успон је дуг 1,5 km са просјечним нагибом 6,4%. Са укупно 267,5 km, друмска трка за мушкарце 2017 је најдужа од првенства 2013, на којем је вожено 272,26 km.

## Преглед трке
Велики број навијача и облачно небо дочекало је главно групу на старту у Рангу. Мало након нултог километра, Ирац Конор Дан је напао и девет возача је отишло са њим: Шон Меккена (Ирска), Алексеј Вермелен (САД), Андреј Амадор (Костарика), Ким Магнусон (Шведска), Мати Манинен (Финска), Вили Смит (Јужна Африка), Елшин Асадов (Азербејџан), Еугерт Жупа (Албанија) и Салах Мрауни (Мароко). Њих десеторица брзо су стекли велико вођство, које је износило девет минута након 24 киломатра.
Главна група је била задвољна развојем ситуације и ишли су смиреним темпом прије првог од 11 кругова. На 200 km до циља, предност је почела да опада са свог максимума који је износио 10 минута. Група је показивала своју намену, али је и даље била вољна да остави велику предност бијегу. Француска и Белгија радили су највише на челу групе.
На 150 km до циља, предност бијега је спала на 4 минута и 41 секунду, док је Манинен био први возач који је отпао из бијега. Предност је пала на око три минута на шест кругова до краја, док је из бијега отпадало још возача. Рус Максим Белков био је први возач који је напао из главне групе, али је ухваћен на 90 km до циља.
У том тренутку, Холандија је отишла на чело групе и својим радом смањили су заостатак на само 30 секунди. Смит је остао сам, док су сви остали бјегунци достигнути; међутим и његов соло покушај завршен је када га је Јулин Вермот — који је провео више од 100 km на челу за Белгију — достигао и вратио у групу. Вермотов рад на челу завршен је падом. Могао је да настави трку, али је недуго затим одустао.
Три и по круга до циља, Аустријанац Марко Халер напао је на успону Салмон Хил, пратио га је Тим Веленс (Белгија), а затим су им се придружили Алесандро де Марки (Италија), Харлинсон Пантано (Колумбија), Давид де ла Круз (Шпанија), Џек Хејг (Аустралија), Ларс Бум (Холандија) и Од Кристијан Екинг (Норвешка). Стекли су 40 секунди предности и приморали су Француску у Пољску да раде на челу главне групе.
Нилс Полит (Њемачка), покушао је да се прикључи бјегунцима на 43 km до циља, али није могао да их достигне и враћен је у главну групу. Неколико падова у последњем кругу избацило је неке фаворите из борбе; Себастијан Енао (Колумбија) напустио је трку у медицинском комбију, док је Тиџеј ван Гардерену требало много времена да устане након пада у баријерама.
На претпоследњем прелазу преко Салмон Хила, свјетски шампион у вожњи на хронометар — Том Димулен (Холандија) напао је, али безуспјешно, није успио да се одвоји и промијени ток трке.
Преко успона, само су Хејг, Екинг, Де ла Круз и Веленс опстали на челу трке, али су ухваћени на 25 km до циља, након што је њихов бивши сарадник у бијегу — Ларс Бум (Холандија) радио јаку на челу главне групе, са циљем да их достигне.
Покушај од стране Луис Маса (Шпанија) завршен је практично тек што је почео и велика група, од скоро 80 возача почела је последњи круг Свјетског првенства у Бергену.
На 16 km до циља Пол Мартенс (Њемачка) и Себастијан Лангевелд (Холандија) напали су из главне групе, али су враћени у великој борби за позиционирање пред последњи прелаз преко Салмон Хила. Тони Галопен (Француска) био је следећи који је покушао, али је и он брзо враћен у групу.
Пад пред почетак успона Салмон Хил оставио је доста возача на земљи, укључујући и Јенса Кекелејра из Белгије, али трка је почела да се развија на врху. Жилијен Алафилип (Француска) је напао и одвојио се од групе; једино је Италијан Ђани Москон успио да га достигне. Дјеловало је да је то дуо који ће одлучивати о побједнику, након што су заједно прешли успон.
Иза њих, петнаестак возача укључујући Белгијанце Филипа Жилбера и Грега ван Авермата мучили су се у покушају да достигну дуо, али са разликом која се отворала и затварала међу њима, било је тешко организовати праву потјеру. Васил Кирјенка (Бјелорусија) и Лукас Постлбергер (Аустрија) удружили су се у намјери да достигну Алафилипа и Москона, али нису успјели да се озбиљније приближе.
На калдрмисаној секцији на 4,5 km до циља, Алафилип је напао и отишао од Москона. Француз је вјероватно осјетио да је то одлучујући корак, али са групом која се приближавала, постајало је све теже за њега.
Алафилип је ухваћен прије него се дошло до последњег километра и група од 26 возача спремала се за спринт.
Када се ушло у последњи километар, било је мало времена за било кога да организује прави лид аут. Александер Кристоф одлучио је да крене рано, али са Саганом који је возио близу његовог точка, Норвежанин је кренуо превише рано. На 50 m до циља, Саган је убрзао и прошли су практично заједно кроз циљ. Чекао се фото финиш, који је показао да је Саган побиједио са неколико центиметара разлике и освојио трећу узастопну титулу.
Телевизијски пренос уживо нестао је у завршници, вратио се тек на последњем километру, што ставља додатну мистерију на оно што се догодило. Изгледало је да Саган није у групи, а након повратка преноса уживо — био је у борби за мајицу дугиних боја.
Италијан Ђани Москон, заузео је 15 мјесто, али је дисквалификован након прегледаног видео снимка, на којем се види да се придржавао за тимски аутомобил. Москон је био ухваћен у паду, а затим се брзо вратио у главну групу, гдје је радио за Матеа Трентина, који је завршио четврти.

## Резултати
Од 196 бициклиста колико је стартовало, њих 132 је завршило трку.
| Позиција | Возач                      | Држава           | Вријеме    |
| -------- | -------------------------- | ---------------- | ---------- |
| 1        | Петер Саган                | Словачка         | 6h 28' 11" |
| 2        | Александер Кристоф         | Норвешка         | + 0"       |
| 3        | Мајкл Метјуз               | Аустралија       | + 0"       |
| 4        | Матео Трентин              | Италија          | + 0"       |
| 5        | Бен Свифт                  | Велика Британија | + 0"       |
| 6        | Грег ван Авермат           | Белгија          | + 0"       |
| 7        | Михаел Албасини            | Швајцарска       | + 0"       |
| 8        | Фернандо Гавирија          | Колумбија        | + 0"       |
| 9        | Алексеј Луценко            | Казахстан        | + 0"       |
| 10       | Жилијен Алафилип           | Француска        | + 0"       |
| 11       | Михал Квјатковски          | Пољска           | + 0"       |
| 12       | Серен Краг Андерсен        | Данска           | + 0"       |
| 13       | Тони Галопен               | Француска        | + 0"       |
| 14       | Здењек Штибар              | Чешка            | + 0"       |
| 15       | Васил Кирјенка             | Белорусија       | + 0"       |
| 16       | Вјачеслав Кузнецов         | Русија           | + 0"       |
| 17       | Филип Жилбер               | Белгија          | + 0"       |
| 18       | Сергеј Чернецки            | Русија           | + 0"       |
| 19       | Руи Коста                  | Португалија      | + 0"       |
| 20       | Сајмон Гешке               | Немачка          | + 0"       |
| 21       | Михаел Валгрен             | Данска           | + 0"       |
| 22       | Лукас Пештлбергер          | Аустрија         | + 0"       |
| 23       | Илнур Закарин              | Русија           | + 0"       |
| 24       | Ники Терпстра              | Холандија        | + 0"       |
| 25       | Том Димулен                | Холандија        | + 0"       |
| 26       | Данијел Мартин             | Ирска            | + 0"       |
| 27       | Ригоберто Уран             | Колумбија        | + 5"       |
| 28       | Алберто Бетиол             | Италија          | + 5"       |
| 29       | Магнус Корт Нилсен         | Данска           | + 27"      |
| 30       | Едвалд Босон Хаген         | Норвешка         | + 1' 04"   |
| 31       | Хонатан Кастровијехо       | Шпанија          | + 1' 04"   |
| 32       | Жилијен Симон              | Француска        | + 1' 04"   |
| 33       | Николас Роуч               | Ирска            | + 1' 04"   |
| 34       | Бауке Молема               | Холандија        | + 1' 20"   |
| 35       | Гијом Боавин               | Канада           | + 1' 20"   |
| 36       | Питер Кено                 | Велика Британија | + 1' 22"   |
| 37       | Ворен Барги                | Француска        | + 1' 23"   |
| 38       | Дијего Улиси               | Италија          | + 1' 23"   |
| 39       | Рејнарт Јенсе ван Рензбург | Јужна Африка     | + 2' 32"   |
| 40       | Никијас Арнт               | Немачка          | + 2' 32"   |
| 41       | Михаел Шер                 | Швајцарска       | + 2' 32"   |
| 42       | Лука Пиберник              | Словенија        | + 2' 32"   |
| 43       | Алексејс Сарамонтис        | Летонија         | + 2' 32"   |
| 44       | Стефан Кинг                | Швајцарска       | + 2' 32"   |
| 45       | Јурај Саган                | Словачка         | + 2' 32"   |
| 46       | Јукија Араширо             | Јапан            | + 2' 32"   |
| 47       | Маркус Бурхарт             | Немачка          | + 2' 32"   |
| 48       | Роман Кројцигер            | Чешка            | + 2' 32"   |
| 49       | Дерил Импи                 | Јужна Африка     | + 2' 32"   |
| 50       | Силван Дилијер             | Швајцарска       | + 2' 32"   |
| 51       | Тобијас Лудвигсон          | Шведска          | + 2' 32"   |
| 52       | Михал Голаш                | Пољска           | + 2' 32"   |
| 53       | Алекс Хаус                 | Сједињене Државе | + 2' 32"   |
| 54       | Иманол Ервити              | Шпанија          | + 2' 32"   |
| 55       | Нелсон Оливеира            | Португалија      | + 2' 32"   |
| 56       | Од Кристијан Ејкинг        | Норвешка         | + 2' 32"   |
| 57       | Елија Вивијани             | Италија          | + 2' 32"   |
| 58       | Хосе Хоакин Рохас          | Шпанија          | + 2' 32"   |
| 59       | Сони Колбрели              | Италија          | + 2' 32"   |
| 60       | Сајмон Кларк               | Аустралија       | + 2' 32"   |
| 61       | Јан Поланц                 | Словенија        | + 2' 32"   |
| 62       | Митхел Докер               | Аустралија       | + 2' 32"   |
| 63       | Едуардо Сепулведа          | Аргентина        | + 2' 32"   |
| 64       | Тијаго Машадо              | Португалија      | + 2' 32"   |
| 65       | Рикардо Вилела             | Португалија      | + 2' 32"   |
| 66       | Луис Леон Санчез           | Шпанија          | + 2' 32"   |
| 67       | Харлинсон Пантано          | Колумбија        | + 2' 32"   |
| 68       | Стефан Денифл              | Аустрија         | + 2' 32"   |
| 69       | Тони Мартин                | Немачка          | + 2' 32"   |
| 70       | Давид де ла Круз           | Шпанија          | + 2' 32"   |
| 71       | Боб Јунгелс                | Луксембург       | + 2' 32"   |
| 72       | Дилан Тунс                 | Белгија          | + 2' 32"   |
| 73       | Оливер Насен               | Белгија          | + 2' 32"   |
| 74       | Себастијан Лангевелд       | Холандија        | + 2' 32"   |
| 75       | Михаел Меркев              | Данска           | + 2' 32"   |
| 76       | Кристофер Јул Јенсен       | Данска           | + 2' 32"   |
| 77       | Вегард Стаке Ланген        | Норвешка         | + 2' 32"   |
| 78       | Андриј Гривко              | Украјина         | + 3' 13"   |
| 79       | Јан Барта                  | Чешка            | + 3' 13"   |
| 80       | Жандос Бижигитов           | Казахстан        | + 3' 13"   |
| 81       | Иго Ул                     | Канада           | + 3' 13"   |
| 82       | Павел Пољански             | Пољска           | + 3' 13"   |
| 83       | Натнаел Берхан             | Еритреја         | + 3' 13"   |
| 84       | Антони Ру                  | Француска        | + 3' 13"   |
| 85       | Лилијан Калмежан           | Француска        | + 3' 13"   |
| 86       | Сирил Готје                | Француска        | + 3' 13"   |
| 87       | Јенс Кекелејр              | Белгија          | + 3' 13"   |
| 88       | Салваторе Пукио            | Италија          | + 3' 13"   |
| 89       | Јаспер Стојвен             | Белгија          | + 5' 49"   |
| 90       | Пол Мартенс                | Немачка          | + 5' 49"   |
| 91       | Матеј Мохорич              | Словенија        | + 5' 49"   |
| 92       | Лука Мезгец                | Словенија        | + 5' 49"   |
| 93       | Хајнрих Хауслер            | Аустралија       | + 5' 49"   |
| 94       | Џек Хејг                   | Аустралија       | + 5' 49"   |
| 95       | Тиш Бенот                  | Белгија          | + 6' 33"   |
| 96       | Лукаш Визниовски           | Пољска           | + 6' 37"   |
| 97       | Скот Твајтес               | Велика Британија | + 7' 33"   |
| 98       | Марк Кристијан             | Велика Британија | + 7' 33"   |

| Позиција | Возач                 | Држава           | Вријеме   |
| -------- | --------------------- | ---------------- | --------- |
| 99       | Рик Цабел             | Немачка          | + 7' 33"  |
| 100      | Фабијан Ленард        | Швајцарска       | + 7' 33"  |
| 101      | Амунд Грендал Јансен  | Норвешка         | + 7' 33"  |
| 102      | Игнатас Коноваловас   | Литванија        | + 7' 33"  |
| 103      | Луис Мас              | Шпанија          | + 7' 33"  |
| 104      | Ларс Бом              | Холандија        | + 7' 35"  |
| 105      | Данијеле Бенати       | Италија          | + 7' 35"  |
| 106      | Хесус Ерада           | Шпанија          | + 7' 35"  |
| 107      | Горка Изагире         | Шпанија          | + 7' 35"  |
| 108      | Марк Солер            | Шпанија          | + 7' 35"  |
| 109      | Кјел Рејнен           | Сједињене Државе | + 7' 35"  |
| 110      | Тим Веленс            | Белгија          | + 9' 21"  |
| 111      | Грегори Раст          | Швајцарска       | + 9' 24"  |
| 112      | Марко Халер           | Аустрија         | + 9' 24"  |
| 113      | Алесандро де Марки    | Италија          | + 9' 26"  |
| 114      | Нилс Полит            | Немачка          | + 10' 21" |
| 115      | Серхио Енао           | Колумбија        | + 10' 21" |
| 116      | Јаша Ситерлин         | Немачка          | + 10' 21" |
| 117      | Тео Гејган Харт       | Велика Британија | + 10' 21" |
| 118      | Јоханес Фрелингер     | Немачка          | + 10' 21" |
| 119      | Коен де Корт          | Холандија        | + 10' 21" |
| 120      | Антоен Дишез          | Канада           | + 10' 21" |
| 121      | Примож Роглич         | Словенија        | + 10' 21" |
| 122      | Оливије ле Гак        | Француска        | + 10' 21" |
| 123      | Микел Рем             | Естонија         | + 11' 53" |
| 124      | Џои Роскоф            | Сједињене Државе | + 11' 53" |
| 125      | Данијел Холгард       | Норвешка         | + 11' 53" |
| 126      | Рајан Мулен           | Ирска            | + 11' 53" |
| 127      | Јиржи Полницки        | Чешка            | + 11' 53" |
| 128      | Дмитриј Груздев       | Казахстан        | + 11' 53" |
| 129      | Дион Смит             | Нови Зеланд      | + 11' 53" |
| 130      | Жозе Гонсалвеш        | Португалија      | + 11' 53" |
| 131      | Максимилијано Ричезе  | Аргентина        | + 11' 53" |
| 132      | Жемпи Дрикер          | Луксембург       | + 11' 53" |
|          | Трулс Корсет          | Норвешка         | DNF       |
|          | Михаел Колар          | Словачка         | DNF       |
|          | Џек Бауер             | Нови Зеланд      | DNF       |
|          | Лук Дарбриџ           | Аустралија       | DNF       |
|          | Ваут Поулс            | Холандија        | DNF       |
|          | Конор Дан             | Ирска            | DNF       |
|          | Андреј Амадор         | Костарика        | DNF       |
|          | Наиро Кинтана         | Колумбија        | DNF       |
|          | Станислау Бажкој      | Белорусија       | DNF       |
|          | Рубен Гереро          | Португалија      | DNF       |
|          | Тиџеј ван Гардерен    | Сједињене Државе | DNF       |
|          | Крис Нејландс         | Летонија         | DNF       |
|          | Маћеј Патерски        | Пољска           | DNF       |
|          | Јос ван Емден         | Холандија        | DNF       |
|          | Рори Сутерланд        | Аустралија       | DNF       |
|          | Хуан Себасијан Молано | Колумбија        | DNF       |
|          | Џеј Макарти           | Аустралија       | DNF       |
|          | Алексеј Вермелен      | Сједињене Државе | DNF       |
|          | Ерик Башка            | Словачка         | DNF       |
|          | Марек Чанецки         | Словачка         | DNF       |
|          | Маћеј Боднар          | Пољска           | DNF       |
|          | Себастијан Енао       | Колумбија        | DNF       |
|          | Алекс Кирх            | Луксембург       | DNF       |
|          | Александар Порсев     | Русија           | DNF       |
|          | Вили Смит             | Јужна Африка     | DNF       |
|          | Јан Тратник           | Словенија        | DNF       |
|          | Алексис Гужар         | Француска        | DNF       |
|          | Адам Блајт            | Велика Британија | DNF       |
|          | Овен Дол              | Велика Британија | DNF       |
|          | Џонатан Дибен         | Велика Британија | DNF       |
|          | Шон Меккена           | Ирска            | DNF       |
|          | Јулин Вермот          | Белгија          | DNF       |
|          | Ким Магнусон          | Шведска          | DNF       |
|          | Петр Вакоч            | Чешка            | DNF       |
|          | Кристоф Шјерпинг      | Норвешка         | DNF       |
|          | Аугуст Јенсен         | Норвешка         | DNF       |
|          | Максим Белков         | Русија           | DNF       |
|          | Нелсон Сото           | Колумбија        | DNF       |
|          | Хонатан Рестепо       | Колумбија        | DNF       |
|          | Дани ван Попел        | Холандија        | DNF       |
|          | Ало Јакин             | Естонија         | DNF       |
|          | Аксел Номела          | Естонија         | DNF       |
|          | Сергеј Тветков        | Румунија         | DNF       |
|          | Мадс Педерсен         | Данска           | DNF       |
|          | Харалампос Кастрантас | Грчка            | DNF       |
|          | Салах Едине Мрауни    | Мароко           | DNF       |
|          | Патрик Тибор          | Словачка         | DNF       |
|          | Ијан Станард          | Велика Британија | DNF       |
|          | Иван Савицкиј         | Русија           | DNF       |
|          | Јосеф Черни           | Чешка            | DNF       |
|          | Елшин Асадов          | Азербејџан       | DNF       |
|          | Костантин Рибарук     | Украјина         | DNF       |
|          | Натан Браун           | Сједињене Државе | DNF       |
|          | Валенс Ндајисенга     | Руанда           | DNF       |
|          | Мексеб Дебесај        | Еритреја         | DNF       |
|          | Еугерт Жупа           | Албанија         | DNF       |
|          | Јахен Собал           | Белорусија       | DNF       |
|          | Џонг Ђинг Лок         | Хонгконг         | DNF       |
|          | Патрик Бевин          | Нови Зеланд      | DNF       |
|          | Мати Манинен          | Финска           | DNF       |
|          | Метју Хејман          | Аустралија       | DNF       |
|          | Амануел Гебрезгабијер | Еритреја         | DNF       |
|          | Ђани Москон           | Италија          | DSQ       |
|          | Дамијан Шоу           | Ирска            | DNS       |